# 儀鳳暦
儀鳳暦（ぎほうれき）は、中国暦の一つで、中国の唐の天文学者の李淳風（中国語）が編纂した太陰太陽暦の暦法である。
唐での元々の名称は麟徳暦（中国語）（りんとくれき）であるが、日本においては儀鳳暦と呼ばれ、飛鳥時代から奈良時代にかけて使用された（後節）。
定朔法を用いており、優れた暦法とされる。尚この暦において初めて進朔が採用された。
唐の麟徳暦は、麟徳2年（665年）から開元16年（728年）までの73年間用いられた。

## 和暦として
唐の儀鳳年間（天武天皇5年（676年） - 天武天皇8年（679年））に日本に伝わり、儀鳳暦と呼ばれた。ただし、唐からの直輸入であれば、唐が採用していた麟徳暦という名称を用いている筈であり、実際にはこの直前の文武王14年（674年）に採用されたとされている新羅を経由して伝来したという説もある（なお、平安時代に作成された『日本国見在書目録』では、麟徳暦と儀鳳暦が別の暦として認識されて別個に項目が立てられている）。
儀鳳暦は持統天皇4年（690年）から元嘉暦との並用を始めた（『日本書紀』持統4年11月甲申条）。ただし、当初は日食計算などに主として用いられ、『日本書紀』の期日も元嘉暦であったとされている（文武天皇の即位期日（八月朔日＝8月1日）の干支を『日本書紀』は元嘉暦、『続日本紀』は儀鳳暦で表記しているためにあたかも2説あるようにも見えるが、実際には同日であった）。
5年後の文武天皇元年（697年）から儀鳳暦が単独で用いられるようになった（ただし、前年の持統天皇10年説・翌年の文武天皇2年説もある）。ただし、新暦の特徴の1つであった進朔は行われなかったとされている。その後67年間使用されて、天平宝字8年（764年）に大衍暦に改暦された。